# Canoa ai XVI Giochi paralimpici estivi
Le gare di canoa ai XVI Giochi paralimpici estivi si sono svolte tra il 2 e 4 settembre 2021 presso il Sea Forest Waterway di Tokyo. Per la prima volta nei Giochi paralimpici è stata introdotta la specialità in barca va'a.
Vi hanno partecipato 91 atleti (51 uomini e 40 donne) suddivisi in 9 tipi di competizioni diverse.

## Formato
Delle 9 competizioni, 6 sono state disputate con il kayak e 3 con il va'a, lungo un percorso rettilineo di 200 metri.

## Calendario
Le batterie iniziali si sono tenute giovedì 2 settembre e le semifinali e finali nei due giorni successivi.
| Canoa ai XVI Giochi paralimpici estivi | Canoa ai XVI Giochi paralimpici estivi | Canoa ai XVI Giochi paralimpici estivi | Canoa ai XVI Giochi paralimpici estivi | Canoa ai XVI Giochi paralimpici estivi | Canoa ai XVI Giochi paralimpici estivi | Canoa ai XVI Giochi paralimpici estivi |
| Evento                                 | Evento                                 | Data                                   | Data                                   | Data                                   | Data                                   | Data                                   |
| Evento                                 | Evento                                 | Gio 2                                  | Ven 3                                  | Ven 3                                  | Sab 4                                  | Sab 4                                  |
| -------------------------------------- | -------------------------------------- | -------------------------------------- | -------------------------------------- | -------------------------------------- | -------------------------------------- | -------------------------------------- |
| Donne                                  | KL1                                    | B                                      |                                        |                                        | SF                                     | F                                      |
| Donne                                  | KL2                                    | B                                      |                                        |                                        | SF                                     | F                                      |
| Donne                                  | KL3                                    | B                                      |                                        |                                        | SF                                     | F                                      |
| Donne                                  | VL2                                    | B                                      | SF                                     | F                                      |                                        |                                        |
| Uomini                                 | KL1                                    | B                                      | SF                                     | F                                      |                                        |                                        |
| Uomini                                 | KL2                                    | B                                      | SF                                     | F                                      |                                        |                                        |
| Uomini                                 | KL3                                    | B                                      | SF                                     | F                                      |                                        |                                        |
| Uomini                                 | VL2                                    | B                                      |                                        |                                        | SF                                     | F                                      |
| Uomini                                 | VL3                                    | B                                      |                                        |                                        | SF                                     | F                                      |

| B | Batterie | SF | Semifinali | F | Finale per medaglia d'oro |

## Podi
| Evento | Classe | Oro                      | Argento                 | Bronzo                |
| Uomini | KL1    | Péter Pál Kiss           | Luis Cardoso da Silva   | Rémy Boullé           |
| Uomini | KL2    | Curtis McGrath           | Mykola Syniuk           | Federico Mancarella   |
| Uomini | KL3    | Serhii Yemelianov        | Leonid Krylov           | Robert Oliver         |
| Uomini | VL2    | Fernando Rufino de Paulo | Steven Haxton           | Norberto Mourão       |
| Uomini | VL3    | Curtis McGrath           | Giovane Vieira de Paula | Stuart Wood           |
| Donne  | KL1    | Edina Müller             | Maryna Mazhula          | Katherinne Wollermann |
| Donne  | KL2    | Charlotte Henshaw        | Emma Wiggs              | Katalin Varga         |
| Donne  | KL3    | Laura Sugar              | Nélia Barbosa           | Felicia Laberer       |
| Donne  | VL2    | Emma Wiggs               | Susan Seipel            | Jeanette Chippington  |

## Medagliere
| Posizione | Paese       | Oro | Argento | Bronzo | Totale |
| --------- | ----------- | --- | ------- | ------ | ------ |
| 1         | Regno Unito | 3   | 1       | 3      | 7      |
| 2         | Australia   | 2   | 1       | 0      | 3      |
| 3         | Brasile     | 1   | 2       | 0      | 3      |
| 3         | Ucraina     | 1   | 2       | 0      | 3      |
| 5         | Germania    | 1   | 0       | 1      | 2      |
| 5         | Ungheria    | 1   | 0       | 1      | 2      |
| 7         | Francia     | 0   | 1       | 1      | 2      |
| 8         | RPC         | 0   | 1       | 0      | 1      |
| 8         | Stati Uniti | 0   | 1       | 0      | 1      |
| 10        | Cile        | 0   | 0       | 1      | 1      |
| 10        | Italia      | 0   | 0       | 1      | 1      |
| 10        | Portogallo  | 0   | 0       | 1      | 1      |
| Totale    | Totale      | 9   | 9       | 9      | 27     |